# Wallons de Suède

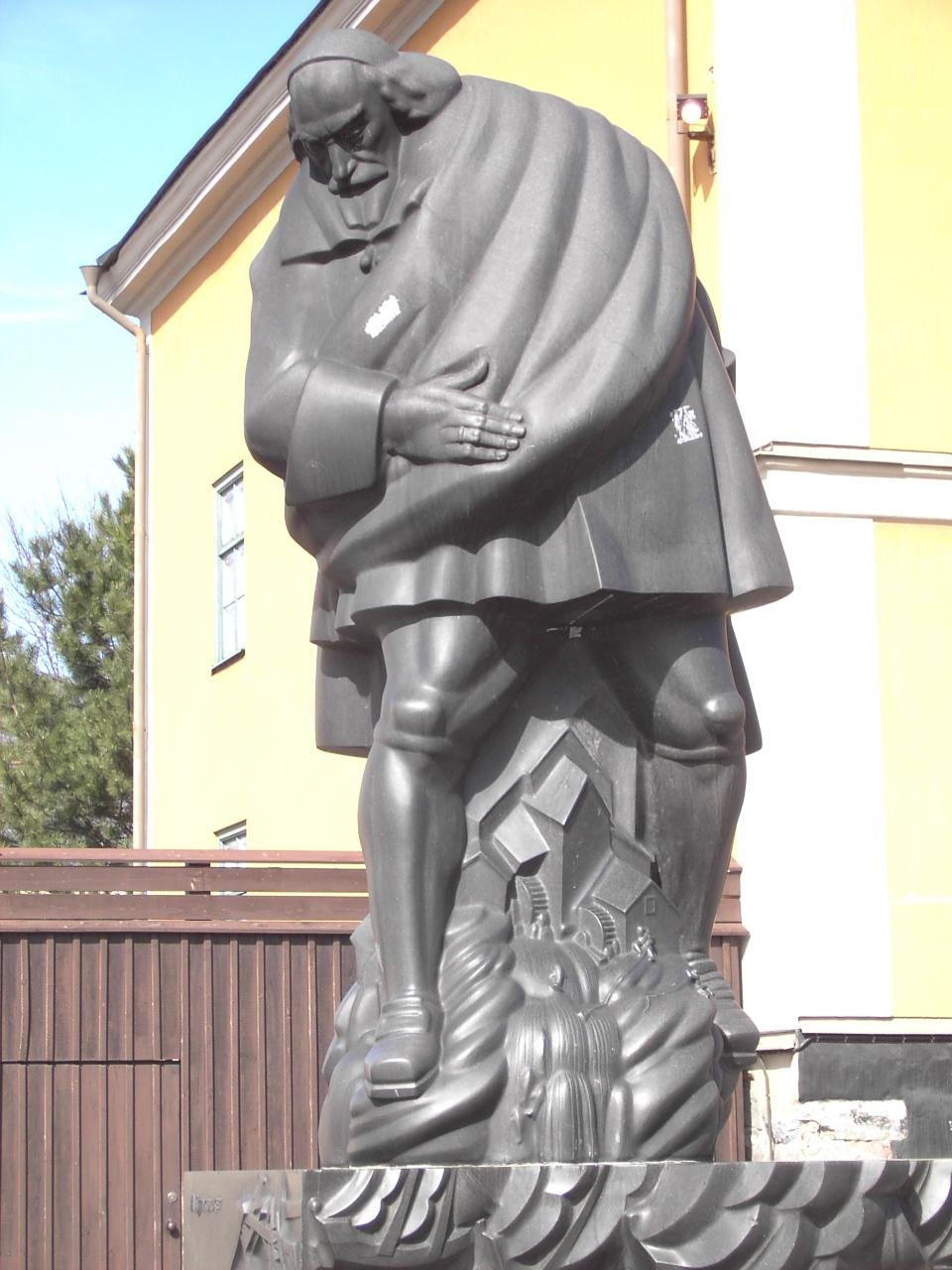
Statue de Louis De Geer (1587-1652) à Norrköping, Suède.

L'histoire des Wallons de Suède commence avec Guillaume de Bèche et Louis De Geer, connu comme le « père de l’industrie suédoise » du fer. Cinq à dix mille Wallons émigrèrent alors en Suède, travaillant principalement dans l'industrie de l'acier. Dans les années 1920, l'exemple de leur société est proposé comme modèle mythique aux travailleurs suédois par les syndicats.

## Historique
Le 28 janvier 1613, le roi de Suède mit fin à la guerre de Kalmar et conclut avec le roi de Danemark une paix onéreuse. Pour s’en acquitter, il fallut avoir recours à l’emprunt : la garantie était constituée par les riches mines de fer de la Suède. En 1616, le roi s’adressa au Liégeois Louis de Geer qui se mit en relation avec les frères de Besche, dont Guillaume de Bèche, établi en Suède depuis 1595 et exploitant les forges de Nyköping et Finspång. Ce dernier fit venir des Wallons persécutés pour des raisons religieuses (ils étaient protestants) par les Espagnols, alors maîtres des Pays-Bas et de la majeure partie de la Belgique. À partir de 1620, entre 5 000 et 10 000 Wallons émigrèrent en Suède. Avec leur savoir-faire technique, ils permirent à la Suède de faire de grands progrès dans l’industrie de l'acier. Entre 1620 et 1650, les exportations de fer de la Suède ont triplé, pour atteindre 17 500 tonnes par an, en particulier pour la marine anglaise. En même temps, leur mode de vie était en avance sur celui de la Suède, du point de vue de l’hygiène notamment. Ils se maintinrent longtemps à l’écart de la population suédoise, gardant jalousement leurs secrets techniques, jusqu’à la fin du XVIIIe siècle,.

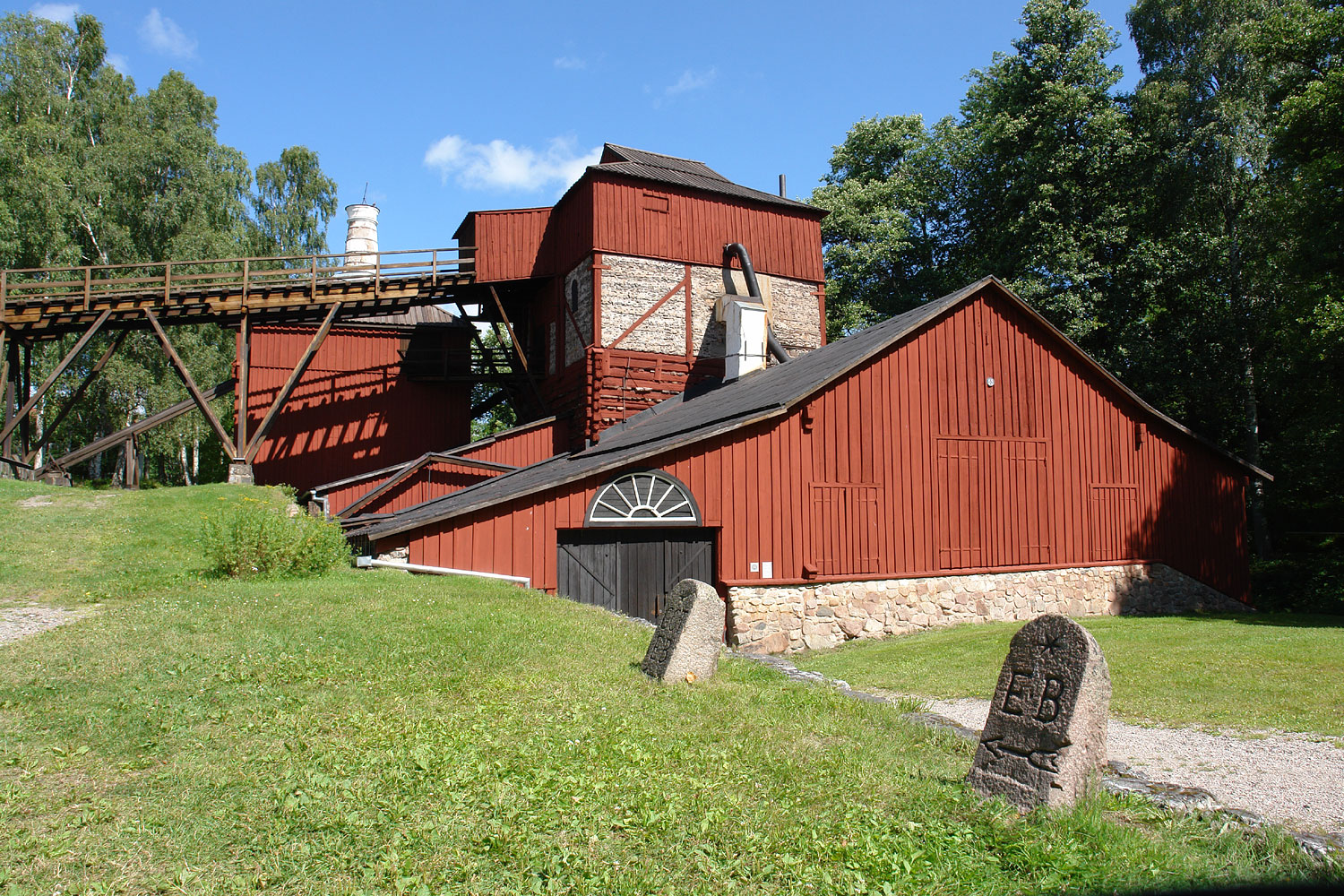
Les forges d'Engelsberg ont été établies par des ouvriers wallons.

## Héritage et reconnaissance
Les Wallons furent à l'origine de l'industrie métallurgique suédoise dès le XVIIe siècle et la langue wallonne resta parlée en certaines régions jusqu'au XIXe siècle[réf. nécessaire]. L’héritage de l’émigration wallonne en Suède s’est révélé durable, jusqu’à incarner le mythe d’un wallon, héros syndical, qui ne correspond pas à la réalité historique des XVIIe et XVIIIe siècles ni à la réalité des années 1920 en Suède.
Vers 1920, à une époque où la présence wallonne tend à s’effacer, naît dans le journal du syndicat des métallurgistes suédois le mythe du travailleur wallon à la fois fort et doté d’une vive conscience de classe transposé dans le passé. Ce journal, Metallarbetaren, écrit ces lignes étonnantes : « Les Wallons sont plus forts que les Flamands (les habitants néerlandophone de la Belgique), plus maigres, plus nerveux, plus sains, et ils vivent plus longtemps. Leur habileté et leur professionnalisme sont supérieurs à ceux des Flamands. Ils dépassent les Français en ténacité et ardeur – qualités qui ont favorisé leur immigration en Suède. Mais leur impétuosité passionnée les fait ressembler au peuple français. » (3 juin 1922). C'est ainsi qu'est inventé le mythe du Wallon capable de résister syndicalement, notamment par la grève, proposé comme modèle aux Suédois.

### Articles connexes

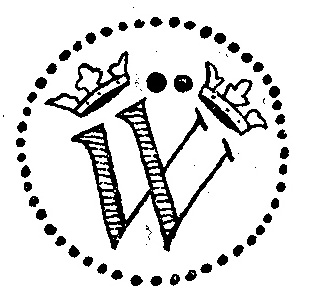
Sceau des forges de Strömsberg datant du XVIIIe siècle